# Anne-Marie Bertrand
Anne-Marie Bertrand (ur. 27 listopada 1942) – francuska polityk partii Republikańskiej, senator.

## Działalność publiczna
Od 1988 do 2001 była merem Rognonas. Od 23 września 2017 po rezygnacji Jean-Claude Gaudina zasiada w Senacie reprezentując departament Delta Rodanu.